# Kartus (heraldika)
A kartus a barokk pajzsok egyik típusa. Neve a francia cartouche 'díszkeret' szóból ered. Olyan ovális vagy kör alakú pajzs, mely díszes, cikornyás kerettel van ellátva. Főleg a reneszánsz és barokk kori egyházi heraldikában használták a harci pajzsok helyettesítésére, hogy kifejezhessék, a címertulajdonos nem hadviselő személy. A 16. században Itáliából terjedt el. A 18. században az elnevezés a barokk pajzsokkal kapcsolatban állandósult.
Névváltozatok:
fr: cartouche

Rövidítések:

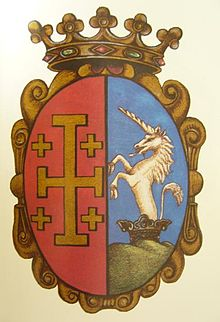
A Bercsényi család címerének változata a 17. század végéről

Tipikus formája viszonylag egyszerű, mintha papírból vágták volna ki (it: carta 'papír', cartoccio 'papírtekercs', fr: cartouche), az oldalain kitekeredett, a sarkain felgöngyölt végekkel. A temetéseken is használtak papírcímereket, melyek sarka egy-egy esőzés alkalmával könnyen feltekeredhetett és ez is lökést adhatott a kartus kialakulásának. A sarkak feltekeredése egyre fokozódott és a 17. században létrejött a díszkeret, a kartus.
A díszkeret lehet növényekre emlékeztető alakzat is, mely rendkívül változatos. A címerfestő egyéni ízlését tükrözi. A megrajzolásánál nem kell követni semmilyen heraldikai szabályokat, mert ilyenek ezzel kapcsolatban nem léteznek.
Mivel tulajdonképpen antiheraldikus pajzsformáról van szó, a legfőbb kritérium, hogy a pajzskeret legyen ízléses, ne váljon túlságosan bonyolulttá, zsúfolttá, nehézkessé, mesterkéltté.
A díszkeret egyfajta pajzstartónak is tekinthető, akárcsak más növényi díszek (babérág, pálmaág) a pajzs körül, illetve pajzsóvóként is felfogható, melyek célja a címer fényének emelése és a pajzs kiemelése. A kartust széles körben használták, főleg stukkódíszként, épületek homlokzatain fordul elő.

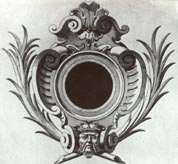